# Pomerania Tour
Le Pomerania Tour est une course cycliste par étapes polonaise disputé chaque année au mois de juillet dans la Voïvodie de Poméranie. La course est créée en 2003 sous le nom de Pomorski Klasyk et elle déroule sous forme de course d'un jour.
Entre 2005 et 2008, la course fait partie de l'UCI Europe Tour en catégorie 1.2. En 2009, elle devient une course par étapes amateure et change de nom pour devenir le Pomerania Tour. En 2010, la course intègre pour sa dernière édition l'UCI Europe Tour en catégorie 2.2. 

## Palmarès
| Année | Vainqueur          | Deuxième              | Troisième             |
| ----- | ------------------ | --------------------- | --------------------- |
| 2003  | Zbigniew Piątek    |                       |                       |
| 2004  | Piotr Chmielewski  |                       |                       |
| 2005  | Piotr Wadecki      | Paweł Zugaj           | Marek Rutkiewicz      |
| 2006  | Krzysztof Jeżowski | Daniel Czajkowski     | Adam Wadecki          |
| 2007  | Marcin Sapa        | Wojciech Pawlak       | Grzegorz Zoledziowski |
| 2008  | Dariusz Baranowski | Krzysztof Jezowski    | Piotr Zaradny         |
| 2009  | Artur Detko        | Jacek Tadeusz Morajko | Tomasz Smoleń         |
| 2010  | Dirk Müller        | Kim Lachmann          | Vladimir Duma         |